# Vaterpolo na OI 2020.
Natjecanja u vaterpolu na OI 2020. u Tokiju održala su se od 25. srpnja do 8. kolovoza 2021.
Dodijeljena su dva kompleta medalja, za muški i ženski vaterpolski turnir. 
Na muškom turniru sudjeluje 12 momčadi, a na ženskom 10 djevojčadi.
Budući da se ni rukometaši ni košarkaši nisu uspjeli kvalificirati, vaterpolo je jedini timski sport s loptom u kojem će Hrvatska imati reprezentaciju na OI u Tokiju. Hrvatski vaterpolisti su na kvalifikacijskom turniru uspjeli izboriti mjesto na Olimpijske igre 2020. izbacivši Rusiju na peterce.

## Muškarci

### Kvalifikacije
| Muški vaterpolo                      | Nadnevak                      | Domaćin      | Broj mjesta | Izborili sudjelovanje      |
| ------------------------------------ | ----------------------------- | ------------ | ----------- | -------------------------- |
| Domaćin                              | 7. rujna 2013.                | Buenos Aires | 1           | Japan                      |
| Svjetska liga u vaterpolu 2019.      | 18. – 23. lipnja 2019.        | Beograd      | 1           | Srbija                     |
| Svjetsko prvenstvo u vaterpolu 2019. | 15. – 27. lipnja 2019.        | Gwangju      | 2           | Italija, Španjolska        |
| Panameričke igre 2019.               | 4. – 10. kolovoza 2019.       | Lima         | 1           | SAD                        |
| predstavnik Oceanije                 |                               |              | 1           | Australija                 |
| predstavnik Afrike                   |                               |              | 1           | JAR                        |
| Europsko prvenstvo 2020.             | 14. – 26. siječnja 2020.      | Budimpešta   | 1           | Mađarska                   |
| Azijske igre 2018.                   | 25. kolovoza – 1. rujna 2018. | Jakarta      | 1           | Kazahstan                  |
| olimpijski kvalifikacijski turnir    | 14. – 21. veljače 2021.       | Rotterdam    | 3           | Crna Gora, Grčka, Hrvatska |
| Ukupno                               |                               |              | 12          |                            |

### Ždrijeb skupina
Ždrijeb skupina održan je u nizozemskom gradu Rotterdamu 21. veljače 2021. godine.
| Skupina A | Skupina B  |
| --------- | ---------- |
| JAR       | Australija |
| SAD       | Hrvatska   |
| Mađarska  | Srbija     |
| Grčka     | Španjolska |
| Japan     | Kazahstan  |
| Italija   | Crna Gora  |

## Žene

### Kvalifikacije
| Ženski vaterpolo                  | Nadnevak                 | Domaćin      | Broj mjesta | Izborili sudjelovanje             |
| --------------------------------- | ------------------------ | ------------ | ----------- | --------------------------------- |
| Domaćin                           | 7. rujna 2013.           | Buenos Aires | 1           | Japan                             |
| Svjetska liga 2019.               | 4. – 9. lipnja 2021.     | Mađarska     | 1           | SAD                               |
| Svjetsko prvenstvo 2019.          | 14. – 26. srpnja 2019.   | Gwangju      | 1           | Španjolska                        |
| Panameričke igre 2019.            | 4. – 10. kolovoza 2019.  | Lima         | 1           | Kanada                            |
| predstavnik Oceanije              |                          |              | 1           | Australija                        |
| predstavnik Afrike                |                          |              | 1           | JAR                               |
| Europsko prvenstvo 2020.          | 12. – 25. siječnja 2020. | Budimpešta   | 1           | momčad ruskoga olimpijskog odbora |
| Azijske igre 2018.                | 16. – 21. kolovoza 2018. | Jakarta      | 1           | Kina                              |
| olimpijski kvalifikacijski turnir | 19. – 24. siječnja 2021. | Trst         | 2           | Mađarska, Nizozemska              |
| Ukupno                            |                          |              | 8           |                                   |

### Ždrijeb skupina
- Skupina A: Australija, JAR, Nizozemska, Španjolska, Kanada
- Skupina B: momčad ruskoga olimpijskog odbora, Kina, Mađarska, SAD, Japan